# Hôpital Gaiļezers
L'hôpital Gaiļezers (en letton : Gaiļezera slimnīca) est un hôpital situé dans le voisinage Mežciems de Riga en Lettonie.

## Présentation
L'hôpital Gaiļezers est situé au 2, rue Hipokrata, à Riga. Il fait partie de l'hôpital universitaire de l'Est de Riga.
L'hôpital Gaiļezers est la plus grande institution médicale polyvalente de Lettonie, qui fournit un diagnostic et un traitement complets aux patients, mène des travaux de recherche scientifique et développe des innovations, assure la formation de jeunes spécialistes et met en œuvre des mesures d'éducation et de promtion de la santé publique. 
L'hôpital couvre des spécialités indisponibles dans d'autres établissements médicaux hospitaliers en Lettonie, tels que la microchirurgie, la chirurgie plastique et reconstructive, le traitement des escarres, la toxicologie et la septicémie, le profil polytraumatisé, le traitement des brûlures et des engelures, la surdologie pédiatrique, transplantation de cellules souches, traitement de la tuberculose, traitement du VIH/SIDA et radiothérapie stéréotaxique chez les patients oncologiques.
Au cours de l'année 2023, l'hôpital a fourni des services de santé à 55 000 patients hospitalisés et 840 000 patients ambulatoires. Au total, l'hôpital dans son ensemble compte plus de 2 000 lits. Au cours de l'année, plus de 72 000 types d'opérations différents sont réalisés.
L'hôpital a près de 5 000 employés.
À l'hôpital, l'enseignement est realisé en coopération avec l'Université de Lettonie et l'Université Stradiņš de Riga.

## Structure
- Clinique de médecine d'urgence (NMPUK)

- Clinique d'anesthésiologie

- Clinique de médecine interne
  - Thérapie
  - Pneumologie
  - Gastro-entérologie
  - Endocrinologie
  - Département d'endoscopie
  - Cabinet de bronchoscopie
  - Hôpital de jour de médecine interne
  - Diagnostics

- Service de radiologie diagnostique 
  - Service de radiologie invasive
  - Service de radiologie d'urgence
  - Hospitalisation de jour

- Hospitalisation de jour en cardiologie 
  - Hôpital de jour de neurologie et diagnostic
  - Gynécologie
  - Hôpital de jour de médecine interne
  - Hôpital de jour de traumatologie et d'orthopédie
  - Urologie
  - Chirurgie ambulatoire
- Clinique de gynécologie

- Service de contrôle des infections

- Clinique de soins intensifs

- Clinique de chirurgie générale et d'urgence
  - Département de chirurgie
  - Département de coloproctologie
  - Département de chirurgie
  - Département de chirurgie vasculaire
- Clinique des maladies rénales

- Centre de diagnostic clinique

- Blocs operatoires

- Clinique de réadaptation fonctionnelle 
  - Département de réadaptation

- Département de Chirurgie de la Main et Chirurgie plastique

- Clinique de Neurologie et Neurochirurgie
  - Département de neuroangiologie
  - Département de neurologie générale
  - Département de neurochirurgie
  - Hospitalisation de jour en neurologie
  - Unité des maux de tête

- Clinique des Maladies Cardiovasculaires
  - Département de cardiologie d'urgence
  - Département de cardiologie
  - Département d'arithmologie
  - Laboratoire de cardiologie et hôpital de jour
- Clinique de toxicologie et de sepsis

- Clinique de traumatologie et d'orthopédie

- Clinique d'urologie et d'urologie oncologique

- Unités
  - Unité des maux de tête
  - Unité hépato-pancréato-biliaire (HPB)
  - Unité de course
  - Unité d'épilepsie
  - Unité de sclérose en plaques
  - Unité de polytraumatologie
- Cabinets
  - Cabinet de bronchoscopie
  - Cabinet pour l'asthme
  - Cabinet de soins des pieds diabétiques

- Laboratoire   "Gailezers"

## Galerie

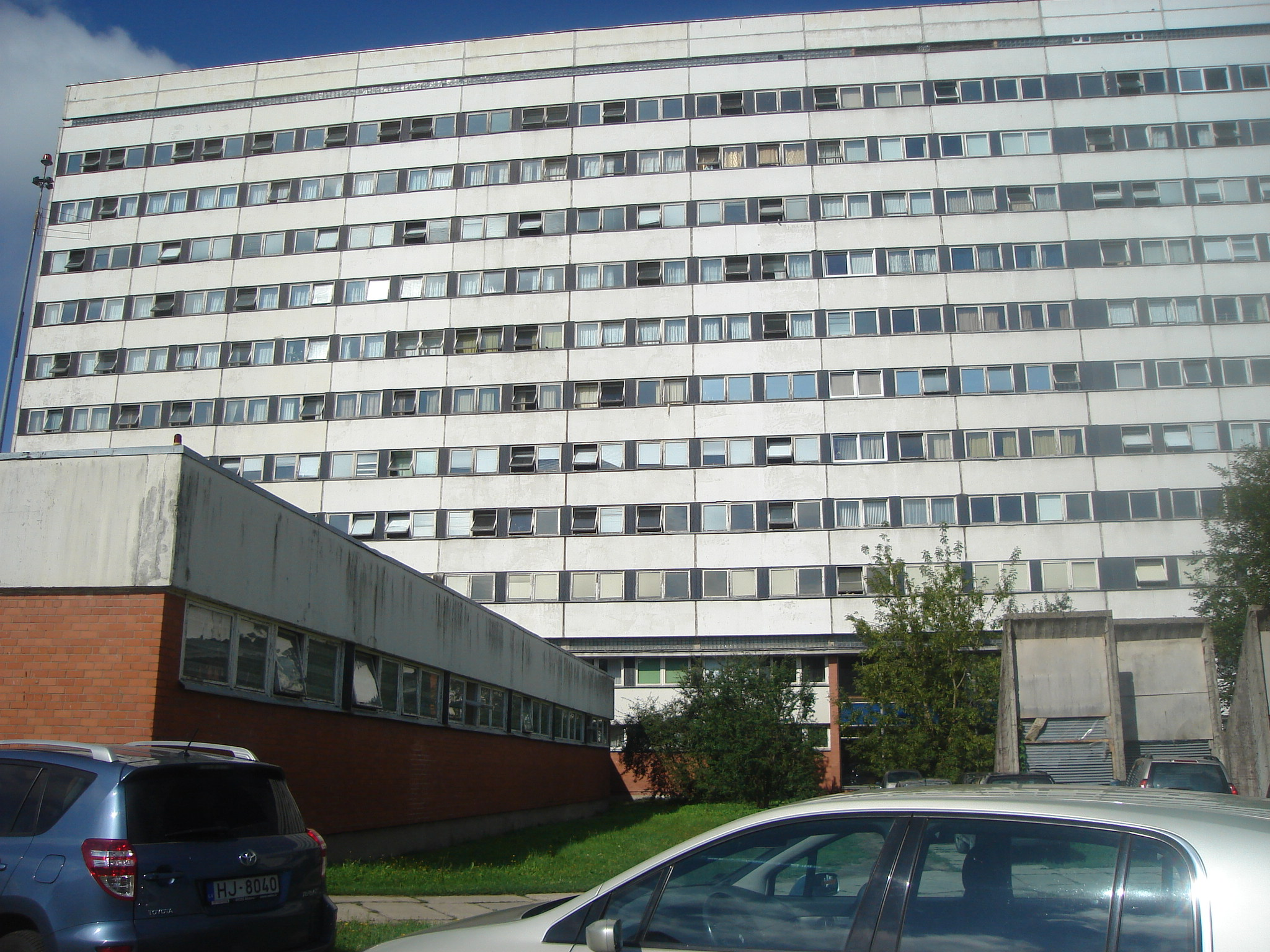
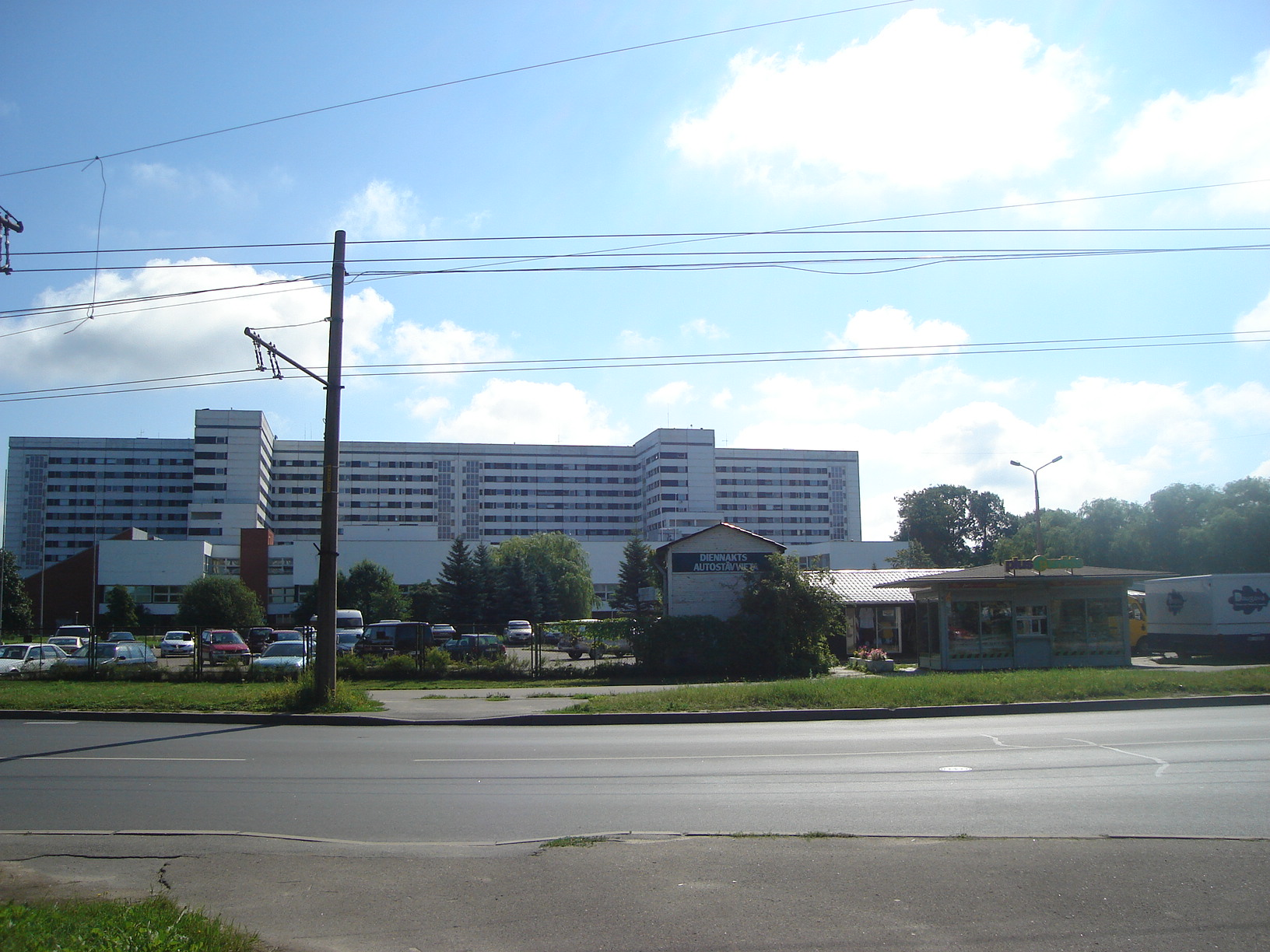